# Arbit
Arbit est une purée d'herbes sauvages réalisée de différentes manières dans les Babors er la région autrefois appelée Kabylie orientale où elle est localement dénommée : arbīṭ (أربيط) ou ḥārbīṭ (حاربيط) en arabe jijélien,  bqūl (بقول) en arabe colliote, ḥarbiṭ (ⵃⴰⵔⴱⵉⵟ) ou ṯaḥlulṯ (ⵝⴰⵃⵍⵓⵍⵝ) en berbère tasahlit. Il s'agit d'une recette caractéristique des habitants des massifs des Babors et de Collo (provinces de Béjaïa, Jijel et Skikda).
Cette préparation connaît des équivalents dans d'autres régions montagneuses d'Afrique du Nord, comme dans la Kabylie du Djudjura où une recette semblable est appelée aḇazin, ou dans l'Atlas blidéen avec la habecniṭ, etc.

## Origine et étymologie

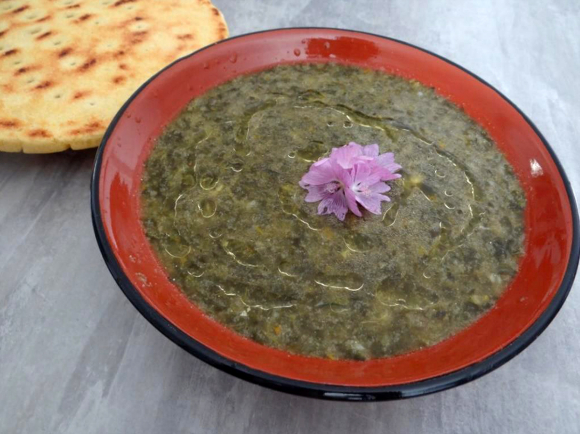
Arbit et galette de semoule

L'origine étymologique du terme arbīṭ semble être la racine pan-berbère BRḌ, ayant subi une interversion consonantique BRḌ > RBḌ et l'assourdissement Ḍ>Ṭ typique des parlers de la Kabylie orientale. Cette racine BRḌ renvoie selon les variétés de berbère à ce qui est de consistance semi-liquide, et par extension à toutes sortes de bouillies, purées.

## Description et préparation
Cette purée est réalisée au moyen d'un nombre plus ou moins importants d'herbes sauvages (de quelques espèces à plusieurs dizaines), auxquels peuvent parfois être additionnées quelques plantes cultivées. La collecte des plantes  est typiquement le fait des femmes âgées, parfois accompagnées des enfants pour qui cette récolte est l'occasion d'apprendre à reconnaître et nommer les herbes sauvages et notamment à distinguer les espèces comestibles des toxiques. 
Le bouquet d'herbes sauvages récolté est connu dans la région de Jijel sous le nom de gəmra (de la racine berbère GMR "récolter, chasser") où il parfois commercialisée au printemps. Ces herbes sont finement coupées, avant d'être cuites et réduites à l'état de purée ou de soupe selon les localités. On leur additionne du beurre et/ou de l'huile d'olive avant de consommer la préparation obtenue avec aghroum. Dans certaines localité, de la grosse semoule ou du petit plomb peuvent être ajoutés à la recette.
Ce plat est typiquement préparé au printemps et à la fin de l'hiver à la reprise du cycle végétatif, lorsque les jeunes pousses sont encore tendres. Arbit peut-être consommé de manière intensive pour son action laxative ou pour les valeurs phytothérapeutiques des plantes incluses dans sa recette.